# Csaszong
Csaszong (hangul: 자성군, Csaszong-kun, handzsa: 慈城郡, RR: Chasŏng-kun, ’előnyös helyen épült erőd’) megye Észak-Koreában, Csagang (Chagang) tartományban.

## Történelme
Területe a három királyság időszakában Kogurjo (Goguryeo)-hoz tartozott, később Palhe (Balhae) része lett, ekkor Szogjongamnokpu (서경압록부; 西京鴨綠府, Seogyeongamnokbu) néven ismerték. Csoszon (Joseon) idején területe Kapszan (Kapsan) megyéhez tartozott, 1416-ban leválasztották róla, és Jojon (여연군; 閭延郡, Yeoyeon) megye néven újraszervezték.
Szedzsong (Sejong) király uralmának 15. évében (1433-ban) Csadzsak (Chajak) faluban várat építtetett, és a terület Csaszong (Chasŏng) néven megyei kiváltságokat kapott. 1459-ben Szangthodzsin (상토진; 上土鎭, Sangtojin) nevet kapta, és Kanggje-bu (Kanggye-bu)-hoz csatolták. 1869-ben ismét átszervezték a megyét, ekkor kapta vissza a Csaszong (Chasŏng) nevet.
A megye 1896-ban Phjongan (P'yŏngan) tartomány kettéválasztásakor Észak-Phjongan (P'yŏngan) tartomány, a felszabadulás és a Koreai Népi Demokratikus Köztársaság kikiáltása után pedig Csagang (Chagang) tartomány része lett.

## Földrajza
Északról Csunggang (Chunggang) megye, nyugatról az Amnok és az Unbong-tó, melyen túl már Kína található: a folyón átkelve Kína Csilin tartományában található Pajsan (白山, Baishan) és Tunghua (通化, Tonghua) tartományi jogú városok határolják.
Délnyugatról Manpho (Manp'o), délről Csanggang (Changgang) megye, keletről Hvaphjong (Hwap'yŏng) megye, illetve Rjanggang (Ryanggang) tartomány Kim Hjongdzsik (Kim Hyŏng Jik) megyéje határolja.
Legmagasabb pontja a 1334 méter magas Sinvonszan (신원산; 新院山, Sinwŏnsan).

## Közigazgatása
1 községből (up (ŭp)) 15 faluból (ri (ri)) és 1 munkásnegyedből (rodongdzsagu (rodongjagu)) áll:
| - Csaszong-up (자성읍; 慈城邑, Chasŏng-ŭp) - Kvanphjong-ri (관평리; 館坪里, Kwanp'yŏng-ri) - Kudzsungjong-ri (구중영리; 舊中營里, Kujungyŏng-ri) - Küin-ri (귀인리; 貴仁里, Kwiin-ri) - Tenam-ri (대남리; 大楠里, Taenam-ri) - Rjangdok-ri (량덕리; 兩德里, Ryangdŏk-ri) - Rjuszam-ri (류삼리; 流三里, Ryusam-ri) - Poptong-ri (법동리; 法洞里, Pŏptong-ri) - Szamgo-ri (삼거리; 三巨里, Samgŏ-ri) - Szangphjong-ri (상평리; 常坪里, Sangp'yŏng-ri) | - Szongam-ri (송암리; 松巖里, Songam-ri) - Sinphung-ri (신풍리; 新豊里, Sinp'ung-ri) - Jokszu-ri (역수리; 逆水里, Yŏksu-ri) - Jonphung-ri (연풍리; 延豊里, Yŏnp'ung-ri) - Csadzsak-ri (자작리; 慈柞里, Chajak-ri) - Horje-ri (호례리; 浩禮里, Horye-ri) - Unbong-rodongdzsagu (운봉로동자구; 雲峯勞動者區, Unbong-rodongjagu) |

## Gazdaság
Csaszong (Chasŏng) megye gazdasága mezőgazdaságra és erdőgazdálkodásra épül.
Kukoricát, ázsiai rizst, burgonyát, babot és árpát termesztenek. Helyenként előfordul búza, tarka cirok, homoki bab, azukibab, borsó termesztése is.

## Oktatás
Csaszong (Chasŏng) megye kb. 20 oktatási intézménynek, köztük egy mezőgazdálkodási főiskolának, számos általános iskoláknak és középiskoláknak ad otthont.

## Egészségügy
A megye kb. 30 egészségügyi intézménnyel rendelkezik, köztük saját kórházzal, és két szanatóriummal.

## Közlekedés
A megye vasúti kapcsolattal rendelkezik Hjeszan (Hyesan) és Manpho (Manp'o) felé. Megközelíthető továbbá közutakon.